# Wojciech Kolańczyk
Wojciech Ludwik Kolańczyk (ur. 25 sierpnia 1946 w Poznaniu) – polski prawnik, przedsiębiorca, dyplomata. W latach 2007–2012 ambasador RP w Norwegii i Islandii. Syn Kazimierza Kolańczyka.

## Życiorys
W 1969 ukończył studia na Wydziale Prawa i Administracji Uniwersytetu im. Adama Mickiewicza w Poznaniu. Następnie odbył aplikację sędziowską oraz trzyletnie studia doktoranckie z zakresu prawa pracy na macierzystej uczelni.
Od 1973 do 1991 pracował na Uniwersytecie Gdańskim jako starszy asystent, a następnie wykładowca w Zakładzie Prawa Pracy Wydziału Prawa i Administracji. W latach 1980–1981 był doradcą prawnym Komisji Zakładowej NSZZ „Solidarność” w Polskich Liniach Oceanicznych. Od 1982 pracował w Przedsiębiorstwie Budownictwa Komunalnego "Malbud" w Sopocie jako kierownik Działu Pracowniczego, a w 1989 został zastępcą dyrektora ds. administracyjno-handlowych.
W 1991 założył Bałtyckie Towarzystwo Leasingowe S.A. Brał udział w organizacji Konferencji Przedsiębiorstw Leasingowych w Polsce – Związku Pracodawców, któremu przewodniczył do 1999. Zasiadał również w Radzie i Komitecie Wykonawczym Federacji Europejskich Krajowych Stowarzyszeń Leasingowych LEASEUROPE w Brukseli. W latach 1994–1999 był prezesem spółki leasingowej Banku Gdańskiego BG Leasing S.A. Od 2001 kierował Oddziałem Gospodarowania Nieruchomościami PKP S.A. w Gdańsku.
Od 1991 do 2007 pełnił funkcję Konsula Honorowego Królestwa Niderlandów w Gdańsku.
W 2007 został mianowany Ambasadorem Nadzwyczajnym i Pełnomocnym RP w Królestwie Norwegii i Republice Islandii. 12 czerwca 2012 został odwołany z obu tych stanowisk, z mocą od 1 czerwca 2012.
W 2012 otrzymał odznaczenie Komandora z Gwiazdą Królewskiego Norweskiego Orderu Zasługi.